# Pontohedyle milatschevitchi
Pontohedyle milatschevitchi is een slakkensoort uit de familie van de Parhedylidae. De wetenschappelijke naam van de soort is voor het eerst geldig gepubliceerd in 1901 door Kowalewsky.